# 川崎市立野川中学校
川崎市立野川中学校（かわさきしりつ のがわちゅうがっこう）は、神奈川県川崎市宮前区西野川にある公立中学校。
校歌は「竹の葉そよぐ」。校章の由来は昔の野川の特産物の「竹」をモチーフ。

## 沿革
- 1980年（昭和55年）4月1日 - 川崎市立宮崎中学校より分離開校。

## 通学区域
出典
- 宮前区
  - 梶ヶ谷（尻手黒川道路南側）
  - 野川台1丁目
  - 野川台2丁目
  - 野川台3丁目
  - 野川本町1丁目
  - 野川本町2丁目
  - 野川本町3丁目
  - 西野川1丁目
  - 西野川2丁目
  - 西野川3丁目
  - 東有馬2丁目（14番(2号～22号、32号～36号)、15番(2号～26号)、41番(27号～38号)）
  - 南野川1丁目
  - 南野川2丁目
  - 南野川3丁目
- 高津区
  - 北野川
  - 東野川1丁目
  - 東野川2丁目

## 学校周辺
- 川崎市立西野川小学校 - 川崎市道をはさんで、敷地が隣接。
- 野川第四公園

## アクセス
- 東急バス『梶01』・『鷺09』の各系統で、「野川坂上」バス停下車後、徒歩4分。